# ヤホワ13
1973年にロサンゼルス地域で設立されたヤホワ13（Ya Ho Wha 13、別名Ya Ho Wa 13またはYahowha 13）は、ソース・ファミリーと呼ばれる宗教カルト/コミューンの精神的指導者であるファーザー・ヨッド（本名、Jim Baker）が率いる宗教団体/サイケデリック・ロック・バンドである。母音とスペースのない Ya Ho Wha は、YHWH (テトラグラマトン) になる。バンドは、トライバルドラムと歪んだギターを使用した極端なサイケデリックなサウンドでいっぱいの9枚のLPを教義として録音した。その中には、完全にリハーサルされていないジャム ・セッションもあれば、より一般的なロック・ソングを含むものも存在した。

## 形成
1970年代初頭、ハリウッド・ヒルズのロス・フェリスにある旧ハリー・チャンドラー邸に住んでいたソース・ファミリーのメンバーたちは、即興的でサイケデリックな音楽グループを結成し、音楽の才能と霊性を融合させることにした。彼らは1973年にLPレコードをプレスし始めたが、そのほとんどは、一家の共同住宅のミュージシャンのスタジオとなった防音ガレージで、午前3時から6時まで何時間も瞑想した後に録音されたものであった。ファーザー・ヨッドが参加したレコードはすべて、リハーサルもオーバーダブもなく、完全に即興で行われた。ほとんどのアルバムは、ハイヤーキー（Higher Key）というレーベルから500枚から1000枚という少量でプレスされた。このアルバムは、ヨッドの経営するヴィーガン・レストラン「ソース」で一般に1枚10ドルで販売された。LPは9枚しか作られなかったが、65枚以上のアルバムが録音されたと噂され、長い年月の間に失われた。家族の歴史家、記録係、そしてファーザーの妻の一人であったアイシス・アクエリアンは、最近、彼女のアーカイブからこれらの未発表の音楽テープをたくさん発見し、現在、シカゴのドラッグ・シティレコードとそのサイト www.Yahowha.org からリマスターされてリリースされている。
バンドは時々メンバーが変わり、Father Yod and the Spirit of '76、Ya Ho Wha 13、The Savage Sons of Ya Ho Wha、Yodship、Fire Water Airと様々な姿に変化したが、主要メンバーは常に同じであった。ギターのジン・アクエリアン、ドラムのオクタヴィウス・アクエリアン、ベースのサンフラワー・アクエリアンに加え、ラブリー・アクエリアン、ゾロアスター・アクエリアン、ホム・アクエリアン、リズム・アクエリアン、ピシアス・アクエリアン、アクエリア・アクエリアン、アホム・アクエリアン、エレクトロン・アクエリアンがメンバーとして名を連ねたのだ。ファーザー・ヨッドは彼らのすべてのアルバムに参加しているわけではないが、彼が参加しているアルバムではリードボーカルとケトルドラムによるパーカッションを担当している。ヤホワ13は、ヨッドの代表的なバンドである。自分がいなくなったあとも、その音楽はずっと自分の教え（という言葉）を続けていくのだと彼は言っていた。ザ・シーズのスカイ・サクソンは1973年にソース・ファミリーに加入し、時折バンドのレコーディングに参加していた。

## ディスコグラフィー

### Father Yod and the Spirit of ‘76
- Kohoutek  (1973)
- Contraction (1974)
- Expansion (1974)
- All or Nothing at All (1974)

『All or Nothing at All』にはファーザー・ヨッドは参加していないが、彼の聖歌と歌のヴォーカルが際立つ、このインカネーションでリリースされた過去3枚のアルバムとは異なる。

### Ya Ho Wa 13
- Ya Ho Wa 13 (1974)、ファーザー・ヨッド宅のガレージで録音
- Savage Sons of Ya Ho Wa (1974)、ファーザー・ヨッド宅のガレージで録音
- Penetration: An Aquarian Symphony (1974)、ファーザー・ヨッド宅のガレージで録音されたバンドで最も人気のある録音で、何度もリイシューされている。
- I’m Gonna Take You Home (1974)、The Loversとも呼ばれるこの作品は、ファーザー・ハウスのガレージで録音された。
- To the Principles, For the Children (1974)、ファーザー・ヨッド宅のガレージで録音
- The Operetta (1975)、2000年代になるまでリリースされなかった。

1974年末には、ソース・ファミリーはハワイに移住しようとしたが、敵対視され、一時的に北カリフォルニアに移住させられ、結局戻ってきた。このアルバムはその間に録音されたもので、その緊張感が伝わってくる。"より個性的で、痛々しいほど傷つきやすい "と評されている。ファーザー・ヨッドの参加するヤホワの長らく失われていた最終作が、近年Swordfish Recordsからリリースされた。1975年の春、ヤホワが自発的にインドを訪れ、イースターの日曜日にギザの大ピラミッドでイニシエーションを受けた直後の録音である。彼はフランス経由でアメリカに向かう途中、飛行機が嵐のためにルートを変更し、エジプトのカイロに着陸することを余儀なくされた。到着した一行（4人）はタクシーを拾い、運転手に兄弟の家に泊まるよう勧められ、翌朝4時に大ピラミッドに向かった。このLPは、ピラミッドでの "復活 "後、ヤホワが初めて録音したものであり、バンドとの最後の完全なコラボレーションでもある。

## ファーザー・ヨッドの死後
1975年、ファーザー・ヨッドがLSDを摂取した上のハンググライダーによる墜落、事故死した後、ヤホワ13は解散したが、多くのメンバーが音楽を続けている。
- Golden Sunrise (Fire Water Air, 1977)、ヨード神父の死後初の録音であり、ザ・シーズのスカイ・サクソンが初めてフィーチャーされた作品。
- Yodship Suite (1977) 、これはプライベート・プレスであり、スカイ・サクソン以外の具体的な関係者は不明である。サウンドはフルートやアコースティックギターを使ったアシッドロックではないソフトなトーンで、ほとんどの曲が父の死への哀悼の意を表している[3]。
- Yodship Suite, Part 3 (c. 1977)、は、これはヤホワ関連の最後のアルバムとしてリリースされた。この資料の乏しいアルバムは、1973年にSpirit of '76バンドが参加した録音を収録しているが、ヨッドの代わりにスカイ・サクソンがボーカルをとっている。片面LPで15分程度の音楽で、2種類のトラックをつなぎ合わせたものが収録されている。先行する「Yod ship」よりもかなりアグレッシブな音楽になっている。このアルバムは2-3枚しか存在しないことが知られている。

## ヤホワ13の今日
ヤホワ13の全作品のオリジナルLPは、現在では非常に珍しく、音楽コレクターに高く評価されており、特にアルバム「Contraction」と「Expansion」は人気がある。All or Nothing at AllとYodshipはおそらく最も希少なものであるが、音楽的なアクセスはやや低いと考えられている。
1998年、ガレージバンド「ザ・シーズ」のボーカル、スカイ・サクソンが日本のレーベル、キャプテン・トリップ・レコーズと共同で、ソース・ファミリーのオリジナル盤と未発表曲を含む13枚組の豪華ボックスセット「ゴッド・アンド・ヘアー」を制作した。2002年、The Source Foundation Corp LLC/Source.Org が設立され、サクソンはそれ以降ヤホワ13の残りのメンバーとは無関係であり、2009年にサクソンが死去するまで音楽的にも関わる事はなかった。
イギリスのSwordfish Recordsは、The Source Foundation Corp LLCと共同で、Higher Key Recordのカタログの一部をリマスターし、限定プレスのLPとCDとしてリリースした。これには、Penetration、I'm Going to Take You Home (Lovers/Chariot)、To the Principles for the Childrenが含まれる。2009年夏、Drag City Recordsは、Source Foundationのアーカイブからヤホワ13のレアなカットを収録したMagnificence in the Memoryをリリースした。
2007年、YaHoWha13の3人の生き残りメンバー（Sunflower、Octavius、Djin）は、プロセスのIsis AquarianとJodi Willeに招待され、「Father Yod, Yahowha13 and the Source Family」の知られざるストーリーを描いたイベントSource Bookを出版するためにロサンゼルスで演奏することとなった。これは彼らが33年ぶりに一緒に演奏したものだった。これがきっかけとなり、『Sonic Portation』（Prophase Music）の初レコーディングが行われた。ヤホワ13はロサンゼルスとサンフランシスコで何度か公演を行った。
2009年、ヤホワ13は東海岸とカナダで満員の観客を前に熱狂的な演奏を披露した。2010年春には、テキサス州オースティンで開催されたSouth by SouthWest Music Festivalに出演し、実験的サイケデリックバンドThe Acid Mothers TempleやPlastic Crimewave Soundと共演した。
- Sonic Portation (2008)、残留メンバーが33年ぶりにProphase Musicからリリースしたレコード
- 2013 (2011)